# Grzybobranie

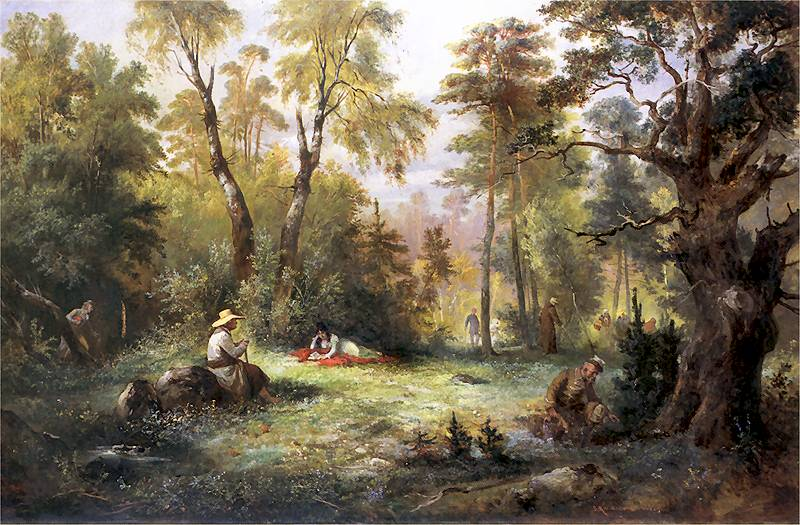
Grzybobranie - ilustracja autorstwa Franciszka Kostrzewskiego do III księgi "Pana Tadeusza".

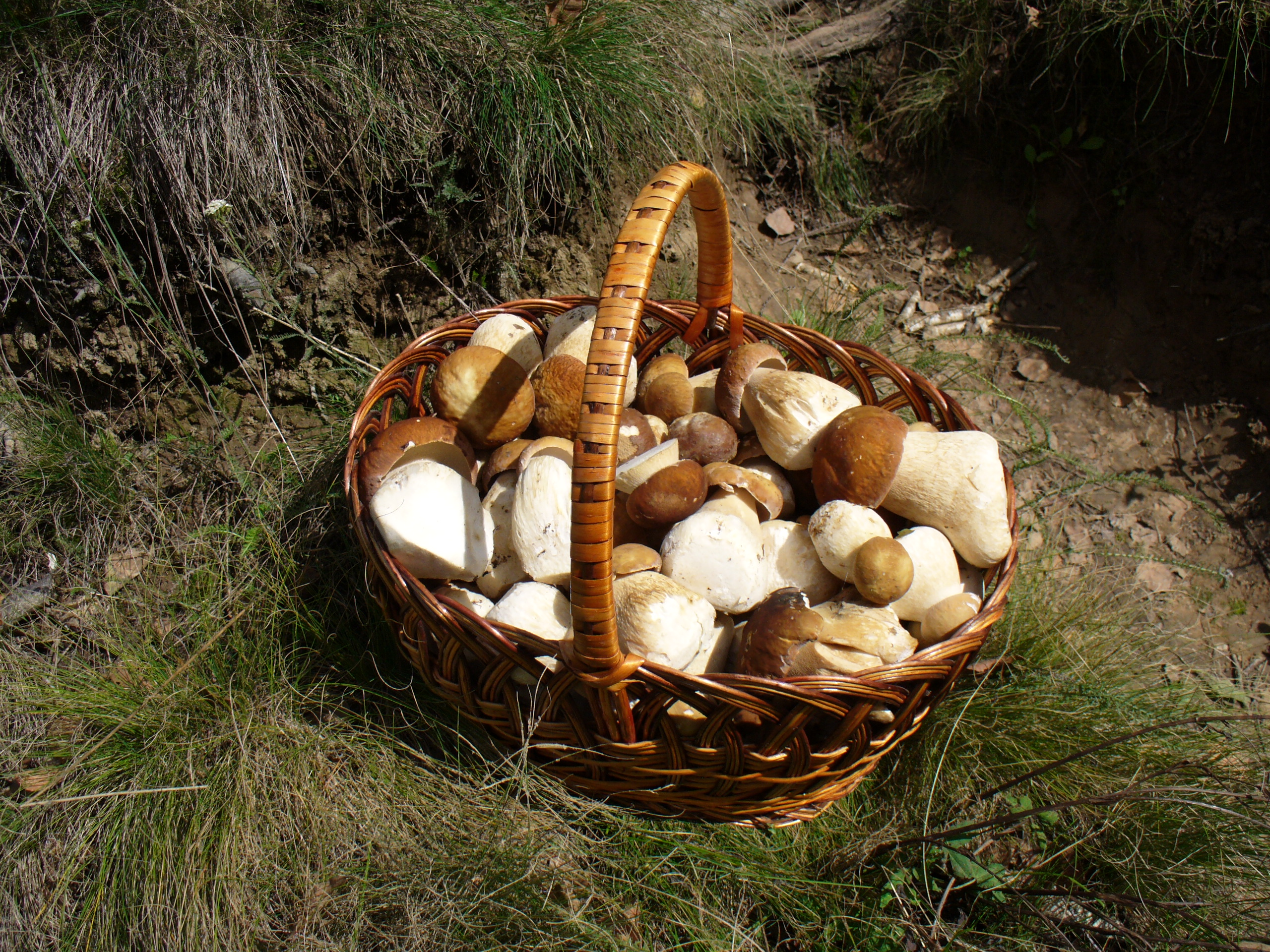
Kosz z grzybami

Grzybobranie – pozyskiwanie owocników grzybów ze stanowisk naturalnych. 
W krajach północnosłowiańskich masowo zbiera się wiele gatunków dzikich grzybów do celów spożywczych. Grzybiarstwo może być też źródłem zarobku, np. dla ludności sąsiadującej z lasami. Współcześnie w Polsce stanowi często rodzaj hobby lub zajęcia rekreacyjnego.
Zwyczaj zbierania grzybów nieodzownie wiąże się z prawem do korzystania z lasu. Zbieranie możliwe jest jeżeli:
- las jest własnością prywatną zbierającego,
- zbierającemu przysługuje taki serwitut (w przeszłości dwór udostępniał ludności wiejskiej drewno, runo leśne, grzyby czy chrust),
- las należy do przestrzeni publicznej (w Polsce obecnie większość lasów stanowi własność Skarbu Państwa zarządzaną przez Lasy Państwowe i każdy może w nich zbierać grzyby).

Prawo do zbierania grzybów nie obejmuje gatunków chronionych, obszarów chronionych (w tym upraw leśnych powszechnie lecz mylnie zwanych szkółkami) ani prawa do eksportu.
W polskim klimacie większość gatunków grzybów jadalnych dojrzewa w okresie od późnego lata do późnej jesieni (tj. najczęściej od sierpnia do października), w związku z czym grzybobrania odbywają się także w tym czasie. Szybki wzrost grzybów wymaga utrzymującego się przez kilka dni wilgotnego podłoża (tj. wymaga deszczu).
Przed konsumpcją grzyby muszą zostać poddane suszeniu, marynowaniu bądź gotowaniu (składnik zup i sosów).